# NGC 639
NGC 639 ist eine Spiralgalaxie vom Hubble-Typ Sa im Sternbild Sculptor am Südsternhimmel. Sie ist schätzungsweise 261 Millionen Lichtjahre von der Milchstraße entfernt und hat einen Durchmesser von etwa 75.000 Lichtjahren. Wahrscheinlich bildet sie mit NGC 642 ein gravitativgebundenes Galaxienpaar.
Das Objekt wurde am 27. September 1834 von dem britischen Astronomen John Herschel entdeckt.